# تکن ۴
تکن ۴ (به انگلیسی: Tekken 4) یک بازی ویدئویی به سبک مبارزه‌ای است که چهارمین نسخه اصلی در مجموعه بازی‌های مبارزه‌ای تکن به‌شمار می‌رود. این بازی توسط شرکت نامکو ساخته و منتشر شده‌است. تکن ۴ در ژوئیه ۲۰۰۱ بر روی دستگاه بازی آرکید، و در سال ۲۰۰۲ برای کنسول پلی‌استیشن ۲ عرضه شد. تکن ۴ اولین نسخه در مجموعه به حساب می‌آمد که از دیوار در زمین مسابقه استفاده می‌نمود. موتور بازی به منظور تمرکز بیشتر بر روی محیط بهبود یافته‌است، و همین مسئله باعث حرکت کندتر و روان‌تر شخصیت‌ها نسبت به تکن تگ تورنومنت شده‌است. در نهایت بازی یک سیستم گرافیکی جدید را معرفی کرد که دارای ویژگی‌هایی شامل افزایش نوردهی، فیزیک پویا و سطوح صاف‌تر بود.
نسخه کنسولی بازی از همان ابتدا شامل یک مینی‌گیم بیتم آپ تحت عنوان تکن فورس، مشابه با مینی‌گیم‌های قبلی موجود در نسخه تکن ۳ است. این حالت برای بازیکن زاویه دید بالای شانه ارائه می‌دهد که بازیکن باید در طی چهار مرحله با انبوهی از نیروهای ویژه هیهاچی روبرو شود و در نهایت با شخص هیهاچی مواجه می‌شود. در مینی‌گیم مشخص می‌شود که تکن فورس از درجه‌های متفاوتی در سازمان برخوردار هستند که در مقادیر مختلفی شامل استقامت، قدرت و توانایی مشهود است. تکن ۴ به‌طور کلی با واکنش‌های مثبتی از سوی منتقدان همراه بود. ادامه‌ای برای این بازی با عنوان تکن ۵، در سال ۲۰۰۴ برای دستگاه آرکید و در سال ۲۰۰۵ برای پلی‌استیشن ۲ عرضه شد.

## روند بازی
تکن ۴ یک تغییر مهم و جدید در گیم پلی نسبت به نسخه‌های پیشین خود کرده بود. برای اولین بار، به بازیکن اجازه داده می‌شد در زمین مسابقه مانور بدهد و از دیوار و بقیه موانع برای ضربات اضافی استفاده کنند. همچنین موتور بازی تغییر یافته و بیشتر بر روی محیط متمرکز شده بود به همین سبب حرکات شخصیت‌ها کمی نرم و آرامتر از نسخه پیشین تکن تگ تورنومنت شده بود، و در آخر بازی یک سیستم جدید گرافیکی را معرفی کرده بود که همراه با نور بیشتر، دارای فیزیک پویا و ظاهری نرمتر بود. در بازی ۴ شخصیت دارای غول‌آخرهای مختص به خود هستند: کازویا و هوآرنگ با جین، لی با کامبت و هیهاچی با کازویا روبرو می‌شود. در این سری سبک مبارزه جین به‌طور کلی از کاراته به سبک میشیما به استاندارد کاراته تغییر کرده‌است.

## داستان
داستان تکن ۴ دو سال بعد از نسخه تکن ۳ رخ می‌دهد. هیهاچی میشیما و دانشمندان او یک نمونه از خون و بافت اوگر را به دست آوردند تا آن را با ژن هیهاچی پیوند دهند و او را نامیرا سازند. اما به علت کمبود ژن شیطانی در هیهاچی این آزمایش‌های با شکست مواجه شدند. او ناامید نشد و از کارش دست نمی‌کشید، هیهاچی به جستجوی نوهٔ خود جین کازاما پرداخت که دارای ژن شیطانی بود، چون فهمیده بود بدن پسرش، کازویا (که او هم دارای ژن شیطانی بود و بیست و یک سال قبل مرده بود) در آزمایشگاه بزرگ‌ترین رقیب تجاری میشیما زایباتسو یعنی شرکت "G" نگهداری می‌شد. اما متوجه می‌شوند که کازویا که همه فکر می‌کردند مرده‌است برگشته و این مسئله باعث تعجب بسیار زیاد هیهاچی و دیگر مبارزان می‌شود. بازیکن در حالی که با موجی از دشمنان به مبارزه می‌پردازد می‌تواند سلامتی و افزایش قدرت را بدست آورد.

## شخصیت‌ها
به‌طور کلی ۲۳ شخصیت در این نسخه از تکن حضور دارند که شامل بسیاری از شخصیت‌های تکن ۳ به اضافه سه شخصیت از تکن ۲ (شامل کازویا میشیما، مارشال لا و لی چاوولان) که یکبار دیگر به این مجموعه بازگشتند. این بازی همچنین شش شخصیت جدید به فهرست خود اضافه کرد: کریستی مانترو یک مبارز به سبک هنر رزمی برزیلی کاپوئرا که در جستجوی دوست و استادش می‌باشد. کامبت، رباتی که توسط سیستم وایلت خلق شده‌است و قادر به تقلید سبک مبارزه دیگر شخصیت‌های بازی است، کریگ ماردوک، یک مبارز شکست‌ناپذیر سبک والی تودو که پس از کشتن آرمور کینگ، توسط شاگردش کینگ ۲ به این مسابقات دعوت شد، میهارو هیرانو، همکلاسی و بهترین دوست لینگ شائویو، استیو فاکس، یک قهرمان بوکس جوان که به دنبال هویت و گذشته‌اش می‌گردد و وایلت که به عنوان لباس اضافی برای لی چاوولان در بازی حضور دارد.

### شخصیت‌های برگشته
- هیهاچی میشیما (بازشدنی)
- کازویا میشیما
- مارشال لا
- پال فینکس
- یوشیمیتسو
- نینا ویلیامز (بازشدنی)
- لی چاوولان (باز شدنی)
- ری اوران (بازشدنی)
- هوارانگ
- لینگ شائویو
- جین کازاما (بازشدنی)
- کینگ ۲
- برایان فیوری (بازشدنی)
- جولیا چنگ (بازشدنی)
- کوما جی. آر (بازشدنی)
- پاندا (بازشدنی)
- ادی گوردو (به عنوان لباس اضافی برای کریستی، که هر دوی آن‌ها حرکات مانند هم را دارا می‌باشند).

شخصیت‌ها جدید
- استیو فاکس
- کریگ ماردوک
- کریستی مانترو
- کامبات (بازشدنی)
- میهارو هیرانو (به عنوان لباس اضافی برای رین شائویو)
- وایلت (به عنوان لباس اضافی برای لی چاوولان)[۱]

## بازتاب‌ها
| گردآورنده  | امتیاز |
| ---------- | ------ |
| گیم‌رنکینگز | ۸۱٫۳۵٪ |
| متاکریتیک  | ۷۹/۱۰۰ |

| ناشر                    | امتیاز |
| ----------------------- | ------ |
| اج                      | ۶/۱۰   |
| الکترونیک گیمینگ مانثلی | ۷/۱۰   |
| فامیتسو                 | ۳۶/۴۰  |
| گیم اینفورمر            | ۹/۱۰   |
| گیم‌پرو                  | ۴٫۵/۵  |
| گیم‌اسپات                | ۸٫۴/۱۰ |
| گیم‌اسپای                | ۷۱/۱۰۰ |
| آی‌جی‌ان                  | ۹/۱۰   |

تکن ۴ با میانگین امتیاز ۸۱٫۳۵٪ در وبگاه گیم‌رنکینگز و ۷۹ از ۱۰۰ در وبگاه متاکریتیک قرار دارد. وبگاه‌های آی‌جی‌ان و گیم‌اسپات به ترتیب نمره‌های ۹ و ۸٫۴ از ۱۰ به این بازی داده‌اند. مجله ژاپنی فامیتسو به نسخه کنسول پلی‌استیشن ۲ بازی امتیاز ۳۶ از ۴۰ را اهدا کرد. مجلهٔ «اج» نیز در نسخهٔ ژوئن سال ۲۰۰۴ تکن ۴ را نقد کرد و به آن امتیاز ۶ از ۱۰ داد.
جوایز
- جایزهٔ منتقدین بازی نمایشگاه رسانه و تجارت ای۳ به عنوان بهترین بازی مبارزه‌ای سال ۲۰۰۲.
- کاندیدای بهترین بازی مبارزه‌ای سال ۲۰۰۲ در سایت گیم‌اسپات.